# Gebke Hinrichs Tjaden

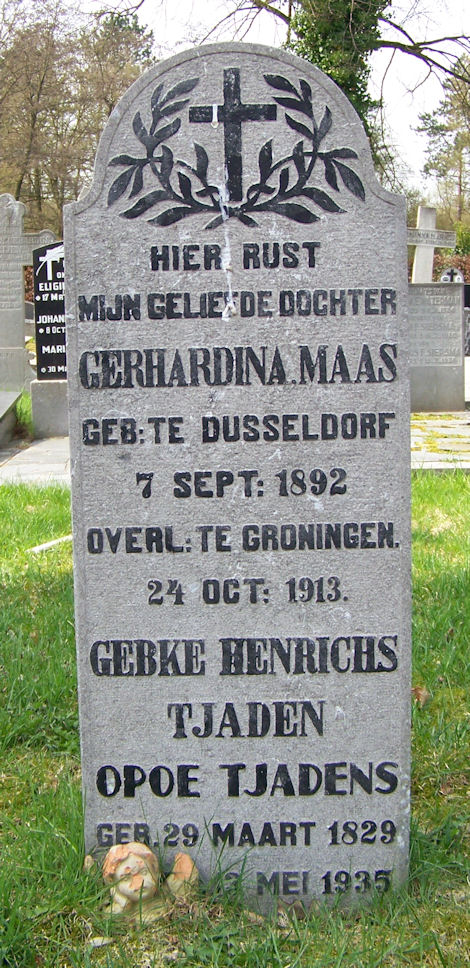
Grafsteen van Opoe Tjadens

Gebke Hinrichs Hussmann-Tjaden (Victorbur, 29 maart 1829 – Groningen, 13 mei 1935) was, als Opoe Tjadens, lange tijd een bekende figuur in de stad Groningen. Zij was bovendien bijna drie jaar lang, van 2 juli 1932 tot haar dood, de oudste ingezetene van Nederland. 
Opoe Tjadens bracht haar jeugd door in de Duitse stad Aurich. Ze trouwde met Wilhelm Anton Hussman (ook: Willem Anton Huisman). Tussen 1861 en 1864 verhuisde ze met haar man en twee dochters naar Nederland, waar ze aanvankelijk woonden in Petten. Sinds 1872 verbleef ze in Groningen, aan de Achterstraat (vanaf de tegenwoordige Nieuwe Sint-Jansstraat tot de Agricolastraat). Zij bewoog zich op latere leeftijd door de stad voort achter een omgebouwde kinderwagen (bij wijze van rollator).

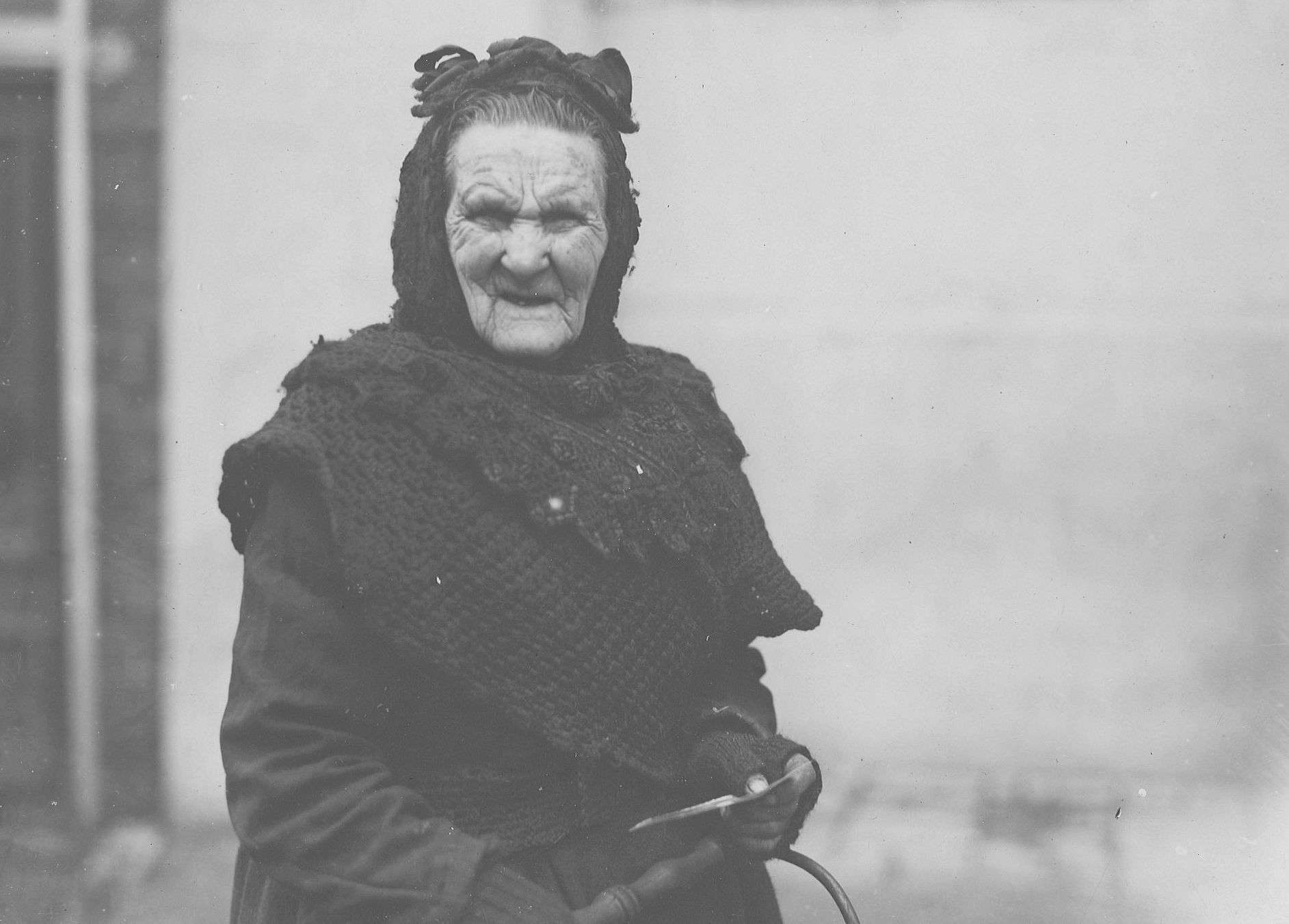
Opoe Tjadens op 102-jarige leeftijd.

Haar laatste verjaardag, op 29 maart 1935, werd een waar volksfeest. Kinderen zongen haar toe en de burgemeester, Cort van der Linden, en de commissaris van de Koningin, Fockema Andreae, kwamen gelukwensen brengen. Even had het erop geleken dat Opoe Tjadens haar 106e verjaardag niet zou halen. Ze werd namelijk kort voordien ziek, maar herstelde en verklaarde op haar verjaardag: Ik begun weer te leven, 'k bin nog mor zes, dij aander honderd heb 'k weggooid (= Ik begin weer te leven, ik ben nog maar zes, die andere honderd heb ik weggegooid). Ze overleed anderhalve maand later toch en werd begraven op de rooms-katholieke begraafplaats in de stad Groningen.